# Windows 2.1x
Windows 2.1x — это версия операционной системы Microsoft Windows, выпущенная 27 мая 1988 года как преемник Windows 2.0. Этот релиз стал доступен в двух различных вариантах, которые отличались совместимостью с центральными процессорами (ЦП) и были известны как Windows/286 и Windows/386. Оба варианта можно считать близкими к своей предшественнице, однако Windows/386 был признан более продвинутым, так как он поддерживал эмуляцию EMS (Expanded Memory Specification) и был разработан для работы как с обычной, так и с расширенной памятью.
В отличие от предыдущих версий, Windows 2.1 не претерпела значительных изменений в пользовательском интерфейсе, но была оптимизирована для повышения производительности и улучшенного управления памятью. Эта версия стала первой, которая требовала наличия жёсткого диска для установки и работы. В марте 1989 года была выпущена незначительная обновлённая версия под названием Windows 2.11.
Усовершенствования, внедренные в Windows 2.1, значительно улучшили операционную среду, а вариант Windows/386 был отмечен хорошей функциональностью, что сделало его одним из самых популярных решений для компьютеров на базе процессора 80386. После выхода Windows 2.1 продажи Microsoft Windows продолжали расти, и в мае 1990 года на смену данной версии пришла Windows 3.0. Эта версия была признана первой, которая успешно зарекомендовала себя как на рынке, так и среди критиков. Поддержка Windows 2.1 была прекращена Microsoft 31 декабря 2001 года.

## Редакции
Было выпущено две редакции Windows 2.1x, соответствовавшие различным поддерживавшимся процессорам и способные использовать их новые особенности.

### Windows/286
Windows/286 могла использовать HMA для увеличения количества памяти, доступного программам для Windows. В этой версии впервые появился драйвер операционной системы MS-DOS HIMEM.SYS, реализовывавший такую функциональность. В результате в реальном режиме могло адресоваться не 640, а 704 килобайта оперативной памяти. Однако вырос и объём памяти, необходимой для ядра системы, так что по сравнению с версией 2.03 для программ пользователя освобождалось лишь 43 килобайта ОЗУ. Обозреватель журнала PC Mag отметил, что это нововведение имело и отрицательную сторону: возникли проблемы с совместимостью с некоторыми программами.
В этой версии также поддерживались некоторые платы расширения памяти (EMS), хотя такая поддержка не была связана с использованием особенностей процессора 80286. Поддерживался стандарт LIM 4.0. Сегментная структура программ для Windows хорошо подходила к технологии EMS, поскольку части кода и данных могли становиться видимыми в первом мегабайте ОЗУ, доступном для программ реального режима только тогда, когда использовавшей их программе передавалось управление. Microsoft рекомендовала пользователям устанавливать в компьютеры только 256 килобайт основной памяти, оставляя адресное пространство 256—640 Кб свободным для динамического отображения памяти EMS.
Несмотря на название, Windows/286 могла работать и на компьютерах с процессорами 8088 и 8086. На таких системах Windows/286 просто не могла использовать область «верхней» памяти, поскольку она отсутствовала на системах с процессором такого класса. Однако расширенная память EMS могла использоваться, если она была доступна. Некоторые поставщики персональных компьютеров предустанавливали Windows/286 на компьютеры с процессором 8086. Например, Windows/286 входила в комплект поставки компьютера IBM PS/2 Model 25 с опцией «DOS 4.00 and Windows kit», предназначенной для покупателей из сферы образования и включавшей текстовые процессоры и программы для подготовки презентаций, полезные для студентов. В то же время, обозреватель журнала PC Magazine отмечал, что оболочка Windows слишком требовательна для машин класса ниже IBM PC AT, и смена названия это отражает.

### Windows/386
Windows/386 включала в себя ядро защищённого режима. Графический интерфейс пользователя и приложения запускались в режиме виртуального 8086. Это позволяло запускать несколько программ для MS-DOS одновременно, не приостанавливая фоновых приложений. Каждое приложение DOS могло использовать столько основной памяти, сколько было доступно до запуска Windows, за вычетом нескольких килобайт, использовавшихся в служебных целях. Windows/386 также включала эмуляцию EMS, использовавшую возможности процессора 80386, организуя доступ к памяти за пределами 640 килобайт с использованием банкового режима, доступного в существующих платах расширения, который использовался популярными DOS-приложениями. В то же время отсутствовала поддержка дисковой виртуальной памяти, так что запускаемые программы должны были вмещаться в доступную физическую память. Вследствие этого Microsoft рекомендовала покупку дополнительной памяти.
В версии Windows/386 поддерживалось меньше устройств, чем в Windows/286: в частности, отсутствовали драйверы для графических адаптеров IBM 8514, Wyse 700, а также мониторов Genius.
Ни одна из этих версий не была совместима с менеджерами памяти DOS, подобными CEMM или QEMM, либо с расширителями DOS, которые имели свои собственные системы управления расширенной памятью и также работали в защищённом режиме. Это было исправлено в версии 3.0, совместимой с Virtual Control Program Interface (VCPI) в «стандартном режиме» и с DPMI в режиме «386 enhanced».

## Комплект поставки и установка
Изначально новая версия системы продавалась по цене $99 за версию Windows/286 и $195 за версию Windows/386; для купивших версию 2.03 после 1 июня 1988 года обновление было бесплатным. Для остальных пользователей стоимость обновления составляла $25.
Обе версии Windows 2.10 поставлялись на дискетах: 5¼-дюймовых объёмом 1,2 Мб или 3½-дюймовых объёмом 720 Кб. Поскольку дисководы для таких дискет обычно отсутствовали на старых компьютерах с процессором архитектуры 8088, получить Windows на 5¼-дюймовых дискетах объёмом 360 Кб можно было после покупки, обратившись в службу технической поддержки. Защита от копирования отсутствовала.
Была улучшена программа установки с целью упрощения этого процесса. Однако обозреватель журнала PC Mag отметил, что в целом установщик является менее дружественным к пользователю, чем остальная система.

## Выпуск версий

### Windows 2.1
Операционная среда Windows 2.1 была выпущена 27 мая 1988 года и, как и ее предшественник Windows 2.0, имела две версии с различной совместимостью с процессорами: «Windows/286» и «Windows/386». Это была первая версия Windows, требующая жесткого диска.
Несмотря на название, Windows/286 не требовала процессора 80286 и была полностью работоспособна на процессорах 8088 или 8086. Она не использовала верхнюю область памяти, поскольку таковая отсутствовала на процессоре 8086. Эта версия является переработкой Windows 2.03 и использует дополнительные 64 КБ из расширенной памяти 286 КБ в реальном режиме. Для доступа к дополнительной памяти необходим файл HIMEM.SYS. Некоторые производители ПК, например, модель PS/2 25 от IBM, поставляли Windows/286 с оборудованием Intel 8086, что иногда вызывало путаницу у клиентов.
Windows/386, с другой стороны, является более продвинутой версией, так как она включает ядро защищенного режима и позволяет нескольким программам MS-DOS работать параллельно в виртуальном режиме 8086 на процессоре 80386, не приостанавливая фоновые приложения. Она также поддерживает эмуляцию EMS, что позволяет использовать оперативную память за пределами ограничения в 640 КБ. Установка Windows/386 считается более удобной по сравнению с Windows/286. Эта версия разработана для использования как обычной, так и расширенной памяти, хотя она игнорирует расширенную память. В Windows/386 имеются встроенные средства для преобразования расширенной памяти в обычную, однако любой EMS, управляемый отдельно, не будет доступен. Для настройки Windows/386 пользователям необходимо вручную изменить файл CONFIG.SYS. Microsoft прекратила поддержку Windows 2.1 31 декабря 2001 года.
Корейская версия Windows 2.1 была выпущена Microsoft в мае 1990 года и переиздана в сентябре 1990 года как Windows 2.12.

### Windows 2.11
Windows 2.11 была выпущена 13 марта 1989 года. Эта версия, как преемник Windows 2.1, также была доступна в редакциях Windows/286 и Windows/386, с незначительными изменениями в управлении памятью и обновлениями, касающимися параметров печати. Было отмечено, что затраты для организаций, использующих Windows 2.11, были ниже.

## Аппаратные требования
| ОЗУ                     | 512 KB для Windows/286, 2 Мб для Windows/386                     |
| Видеоадаптер            | CGA/Hercules/EGA/VGA/8514 (или совместимый)                      |
| Процессор               | 8088 для Windows/286 (рекомендован 80286), 80386 для Windows/386 |
| Жёсткий диск            | обязательно                                                      |
| Устройства ввода-вывода | мышь (опционально)                                               |
| Другие приводы          | Дисковод                                                         |
| MS-DOS                  | 3.0 или выше                                                     |

## Восприятие
Улучшения, введенные в Windows 2.1, считаются значительными для операционной среды. Вариант Windows/386 обладает хорошим уровнем функциональности и позволяет приложениям работать в полноэкранном или частично экранном режиме, хотя запуск графических приложений может замедлять работу операционной среды. InfoWorld оценил Windows/386 как отличное соотношение цены и качества. Наряду с DESQview 386, Windows/386 считался одной из самых популярных сред для процессоров 386 к 1989 году, хотя DESQview 386 была более гибкой. По сравнению с другими системами на базе 80386, Windows/386 требует меньше памяти DOS.
Цена на Windows/286 составляла 99 долларов, тогда как вариант Windows/386 стоил 195 долларов. К январю 1990 года продажи Microsoft Windows достигли менее двух миллионов копий. За Windows 2.1 последовала версия Windows 3.0, выпущенная в 1990 году, а затем Windows 3.1 в 1992 году. Windows 2.1 считается первой версией Microsoft Windows, которая хорошо зарекомендовала себя как с точки зрения критиков, так и с коммерческой точки зрения.